# Плешевичи
Плешевичи (укр. Плешевичі) — село в Шегининской сельской общине Яворовского района Львовской области Украины.
Население по переписи 2001 года составляло 197 человек. Занимает площадь 0,814 км². Почтовый индекс — 81350. Телефонный код — 3234.